# Marwa al-Amiri
Marwa al-Amiri, Marwa Amri (ar. مروى العامري; ur. 8 stycznia 1989) – tunezyjska zapaśniczka walcząca w stylu wolnym. Czterokrotna olimpijka. Brązowa medalistka z Rio de Janeiro 2016 w wadze 58 kg. Ósma w Londynie 2012 w kategorii 55 kg i czternasta w Pekinie 2008 w tej samej kategorii wagowej. Piętnasta w Tokio 2020 w kategorii 62 kg.
Wicemistrzyni świata w 2017. Brązowa medalistka igrzysk afrykańskich w 2007 i 2015. Zdobyła złoty medal na igrzyskach śródziemnomorskich w 2022, a także srebrny w 2009, 2013 i 2018. Piętnastokrotnie stawała na podium mistrzostw Afryki w latach 2007 - 2023. Triumfatorka mistrzostw śródziemnomorskich w 2014 i mistrzostw arabskich w 2010 roku.
- Turniej w Pekinie 2008

Przegrała w pierwszej rundzie z Kolumbijką Jackeline Renteríą.
- Turniej w Londynie 2012

Pokonała zawodniczkę z Korei Południowej Eom Ji-eun i przegrała ze Szwedką Sofią Mattsson